# Рабочий посёлок имени В. И. Ленина
Рабо́чий посёлок и́мени В. И. Ле́нина — посёлок городского типа в Барышском районе Ульяновской области России. Центр Ленинского городского поселения

## История
Основан в 1848 году при Румянцевской суконной фабрике (с. Румянцево), помещиком А. А. Протопоповым, как Румянцевский фабричный выселок (Фабричный Выселок), на правом берегу реки Барыш.
В 1859 году село Румянцево входило в состав Карсунского уезда Симбирской губернии, в которой жило в 398 дворах 2136 человек, имелось: православная церковь, суконная фабрика, два завода: кожевенный и литейный.
В 1870 году был построен деревянный храм, генерал-лейтенантом Николаем Дмитриевичем Селиверстовым (1830—1890). Престол в нём в честь Рождества Христова, есть двухклассная ремесленная школа.
В конце 1923 года, на средства рабочих и руками рабочих Румянцевской суконной фабрики, был построен памятник В. И. Ленину, который открылся 1 мая 1924 года, первый в Симбирской губернии.
Статус посёлка городского типа — с 1938 года.
С 2005 года — центр Ленинского городского поселения.

## Население
| 1939  | 1959  | 1970  | 1979  | 1989  | 2002  | 2009  |
| ----- | ----- | ----- | ----- | ----- | ----- | ----- |
| 3204  | ↗5109 | ↗5446 | ↘3337 | ↗3338 | ↘2915 | ↘2515 |
| 2010  | 2012  | 2013  | 2014  | 2015  | 2016  | 2017  |
| →2515 | ↘2433 | ↘2355 | ↘2306 | ↘2273 | ↘2238 | ↘2187 |
| 2018  | 2019  | 2020  | 2021  |       |       |       |
| ↘2162 | ↘2116 | ↘2072 | ↘1972 |       |       |       |

## Известные люди
- Галочкина, Клавдия Фёдоровна — Герой Социалистического Труда, ткачиха фабрики им. Ленина, Барышский район[24].
- Крашенинников, Виктор Григорьевич — Герои Социалистического Труда (1974), родился 20 февраля 1937 года в посёлке при фабрике имени В. И. Ленина[25].
- Акимов, Александр Васильевич — Герой Советского Союза, жил, работал и умер.
- Васин, Василий Иванович — Герой Советского Союза (1943), жил, работал и умер.

## Достопримечательности
- Здание корпуса суконной фабрики, значится как памятник истории и культуры[26].
- Памятник павшим в годы Великой Отечественной войны 1941—1945 гг.[27]
- Могила Героя Советского Союза А. В. Акимова[27].
- На кладбище — могила Васина Василия Ивановича[28].